# Guerre jugoslave

Dissoluzione della Jugoslavia (1989-1992)

Le guerre jugoslave sono state una serie di conflitti armati, inquadrabili tra una guerra civile e conflitti secessionisti, che hanno coinvolto diversi territori appartenenti alla Repubblica Socialista Federale di Jugoslavia, una decina di anni dopo la morte di Tito, tra il 1991 e il 2001, causandone la dissoluzione.
Diverse le motivazioni che sono alla base di questi conflitti. La più importante è il nazionalismo imperante nelle diverse repubbliche fra la fine degli anni ottanta e l'inizio degli anni novanta (in particolare in Serbia, Croazia e Kosovo, ma in misura minore anche in Slovenia e nelle altre regioni della Federazione), con una propaggine finale nel XXI secolo del conflitto nella Repubblica di Macedonia del 2001.
Influenti anche le motivazioni economiche e culturali, gli interessi e le ambizioni personali dei leader politici coinvolti e la contrapposizione spesso frontale fra etnie e religioni diverse (cattolici, ortodossi e musulmani), fra le popolazioni delle fasce urbane e le genti delle aree rurali e montane, oltre che gli interessi di alcune entità politiche e religiose (anche esterne) a porre fine all'esperienza della Repubblica Socialista Federale di Jugoslavia.

## Contesto storico

### L'eredità di Tito (1980-1986)
Dopo la morte di Tito, avvenuta il 4 maggio 1980, la Jugoslavia visse sino al 1986 un periodo di relativa serenità. Era sembrato che il sistema costruito e rivisto nei decenni da Tito potesse continuare a funzionare nonostante la progressiva scomparsa dei protagonisti della resistenza, confluiti nell'Esercito Popolare di Liberazione della Jugoslavia, e della politica titoista.
Nel 1983 morì anche Aleksandar "Leka" Ranković, storico ex ministro e capo del servizio segreto jugoslavo. Tito era riuscito a bilanciare le diverse istanze nazionalistiche placando antichi odi territoriali, etnici e religiosi in un equilibrio che appariva stabile, grazie probabilmente anche all'adesione al socialismo rivista in chiave critica allo stalinismo. La Jugoslavia era stata infatti tra i fondatori del Movimento dei paesi non allineati, distaccandosi così sia dal blocco occidentale sia dal blocco orientale.
La Jugoslavia socialista e federale, così come costruita da Tito e da Edvard Kardelj, il teorico e costituzionalista Sloveno, si basava sulla politica della Fratellanza e Unità (Bratstvo i Jedinstvo) fra i diversi popoli jugoslavi, garantendo a ciascuno, comprese le minoranze nazionali, dignità, autonomia decisionale e rappresentatività istituzionale. Tuttavia il regime jugoslavo aveva utilizzato anche la forza per stroncare quei movimenti, come la Primavera croata del 1971, che avevano dimostrato l'emergere del nazionalismo etnico e il pericolo che esso rappresentava per l'unità della Federazione, per il ruolo centrale della Lega dei Comunisti di Jugoslavia e per il sistema economico dell'autogestione e del "socialismo di mercato".
Un contributo al successo dell'operazione di Tito era venuto dagli aiuti anche economici provenienti dall'Occidente, volti a tenere staccata la Jugoslavia dalla sfera di influenza sovietica e a farne, anche grazie alla personalità del presidente jugoslavo, il Paese-guida del Movimento dei non allineati.
Nel 1983 il primo ministro, la croata Milka Planinc, varò un grande piano di stabilizzazione, sottoposto al controllo tecnico del Fondo monetario internazionale, con l'ambizioso obiettivo di ridurre l'inflazione, creare posti di lavoro, diminuire la dipendenza dalle importazioni e contenere il debito pubblico, allo scopo di rilanciare l'economia, anche se con misure decisamente pesanti per un paese che si definiva socialista. L'economia, ingolfata dopo la straordinaria crescita degli anni settanta, era una delle principali cause di scontro fra le diverse repubbliche. Comunque, il paese godeva di un certo prestigio internazionale e nel 1984 Sarajevo ospitò anche i XIV Giochi olimpici invernali.

### Destabilizzazione del Paese (1987-1989)
Nell'estate del 1987 scoppiò lo scandalo finanziario e politico dell'Agrokomerc, la più grande azienda bosniaca.
Sulla scena politica serba si era messo nel frattempo in luce Slobodan Milošević, divenuto presidente della Repubblica Socialista di Serbia l'8 maggio 1989.
I rapporti fra le varie repubbliche erano ancora abbastanza sereni, nonostante la montante insofferenza slovena (un Paese storicamente e tradizionalmente legato all'Europa centrale, che considerava la sua vera "patria" culturale) per le strutture federali; all'interno della Jugoslavia era inoltre evidente il malessere tra i serbi e gli albanesi del Kosovo. La provincia serba era a schiacciante maggioranza albanese e chiedeva, come già in passato, maggiore autonomia politica, anche attraverso la costituzione della settima repubblica jugoslava, il Kosovo indipendente dalla Serbia.
Nel 1986 venne pubblicato il Memorandum dell'Accademia serba delle Scienze (noto anche come Memorandum SANU), un documento dove degli intellettuali serbi denunciavano una generale campagna anti-serba, esterna e interna alla repubblica, e forniva le basi ad un rinato nazionalismo serbo basato sulla riedizione della teoria della "Grande Serbia", già presente (e concausa scatenante della Prima guerra mondiale) nella prima metà del Novecento. Milošević non esitò a cavalcare questa ondata nazionalista, adottando la teoria secondo la quale "la Serbia è là dove c'è un serbo". Nell'ottobre 1988 costrinse alle dimissioni il governo provinciale della Voivodina, a lui avverso; riformò la costituzione serba, eliminando l'autonomia costituzionalmente garantita al Kosovo (28 marzo 1989); guidò infine enormi manifestazioni popolari (a Belgrado, il 18 novembre 1988, e in Kosovo, il 28 giugno 1989).
In Croazia nel maggio del 1989 si formò l'Unione Democratica Croata (Hrvatska Demokratska Zajednica o HDZ), partito anti-comunista di centro-destra che a tratti riprendeva le idee scioviniste degli ustascia di Ante Pavelić, guidato dal controverso ex generale di Tito Franjo Tuđman.
In Slovenia scoppiò il caso di quattro giornalisti (tra i quali il più noto era Janez Janša), accusati di aver tentato di pubblicare segreti militari nella popolare rivista d'opposizione Mladina. I quattro giornalisti scoprirono dei documenti su un ipotetico intervento militare federale in Slovenia, da attuare in caso di un'evoluzione democratica e sovranista del paese. Il processo ai quattro imputati, che si tenne in lingua serbo-croata e non in sloveno, violando il principio del plurilinguismo, scatenò proteste popolari e dette avvio alla cosiddetta "Primavera slovena".
Nel frattempo, quando alla presidenza della Repubblica venne eletto il giovane filo-serbo Momir Bulatović, anche nel piccolo Montenegro la vecchia dirigenza titoista venne spazzata via (1989).

### Fine della Jugoslavia (1990)
| Serbi        | 36% |
| Croati       | 20% |
| Albanesi     | 15% |
| Bosgnacchi   | 10% |
| Sloveni      | 8%  |
| Macedoni     | 6%  |
| "Jugoslavi"  | 3%  |
| Montenegrini | 2%  |
| Ungheresi    | 2%  |

In un clima sempre più teso, destava seria preoccupazione anche la situazione economica, con una Federazione ormai troppo scissa tra nord e sud. Il dinaro jugoslavo subì diverse svalutazioni ed il potere d'acquisto diminuì progressivamente. Il governo federale fu affidato ad un tecnico (19 febbraio 1989), l'economista croato Ante Marković, che propose una solida e strutturale riforma economica e preparò la domanda di adesione del Paese alla Comunità economica europea.
Il piano sembrava funzionare dal punto di vista strettamente macroeconomico, ma portò ad inevitabili conseguenze sociali (diminuzione dei sussidi statali, aumento della disoccupazione e della povertà) che esasperarono le turbolenze etniche e contribuirono alla disgregazione complessiva della Federazione.
Il 20 gennaio 1990 venne convocato il quattordicesimo ed ultimo congresso (convocato straordinariamente) della Lega dei Comunisti di Jugoslavia, con uno scontro frontale tra delegati serbi e sloveni, in particolare riguardo alla situazione in Kosovo, alla politica economica ed alle riforme istituzionali (creazione di una nuova federazione o confederazione, la "terza Jugoslavia"). Per la prima volta nella storia, Sloveni e Croati decisero di ritirare i loro delegati dal congresso. Ormai era chiaro che il Paese viaggiava a due velocità, non più armonizzabili. Il crollo del muro di Berlino nel novembre del 1989 e la successiva dissoluzione dell'Unione Sovietica nel 1991 accelerarono i tempi per la caduta della Jugoslavia stessa.

## Guerra d'indipendenza slovena (1991)
Nel nord della Federazione vennero indette subito libere elezioni, che determinarono la vittoria di forze di centro-destra: in Slovenia la coalizione democristiana Demos formò un nuovo governo, mentre Kučan restò presidente della Repubblica; in Croazia i nazionalisti dell'HDZ di Tuđman vinsero le consultazioni (22 aprile-7 maggio 1990).
Il 23 dicembre 1990 in Slovenia si tenne un referendum sull'indipendenza, o meglio sulla sovranità slovena, dal momento che si parlava anche della costruzione di una nuova confederazione di repubbliche, le cui basi andavano ridiscusse. Il referendum sulla sovranità slovena ottenne l'88,2% di voti favorevoli. Data l'indisponibilità serba a rivedere radicalmente l'assetto dello Stato, la sera del 25 giugno 1991 fu convocato in seduta plenaria il Parlamento Sloveno (Skupščina) per discutere e votare l'indipendenza; tutti erano favorevoli, tranne il comandante delle truppe jugoslave, che era pure membro effettivo dell'assemblea, il quale fece un discorso minaccioso. Nel corso della seduta, poco prima della votazione definitiva, il Presidente del Parlamento diede lettura di un telegramma appena pervenuto dal Sabor di Zagabria, il Parlamento Croato, nel quale si comunicava che la Croazia era indipendente. Ad avvenuta votazione, nella piazza centrale di Lubiana il presidente Milan Kučan proclamò davanti al popolo l'indipendenza slovena. La conclusione del discorso di Kučan lasciava intendere un'immediata risposta delle truppe federali: Nocas su dovoljene sanje, jutro je nov dan ("stasera i sogni sono permessi, domani è un nuovo giorno"). Il 26 giugno il giornale sloveno Delo di Lubiana pubblicava un titolo a nove colonne, traducibile in: "Dopo più di mille anni di dominazione austriaca e più di settanta anni di convivenza con la Jugoslavia, la Slovenia è indipendente".
La risposta dell'Armata Popolare Jugoslava (JNA) avvenne il 27 giugno 1991, quando l'esercito, sebbene fosse costituzionalmente prevista la possibilità di secessione delle repubbliche federate, intervenne in Slovenia per riprendere il controllo delle frontiere con 2000 reclute. Iniziò così la prima guerra in Europa dalla fine della seconda guerra mondiale. Janez Janša, divenuto ministro sloveno della difesa, cercò di costituire un esercito nazionale, soprattutto mediante le milizie territoriali della Repubblica, istituite da Tito in chiave anti-sovietica. Gli Sloveni presero il controllo delle basi militari federali nel Paese e delle frontiere con Italia ed Austria. La guerra (chiamata "guerra dei dieci giorni") si concluse rapidamente, essendo la nazione slovena etnicamente compatta e sostenuta politicamente dal Vaticano, dall'Austria e, soprattutto, dalla Germania, che si impegnò subito a riconoscerne l'indipendenza e spinse perché anche l'intera CEE facesse lo stesso.
Nel frattempo, il governo federale di Belgrado stava prendendo accordi con lo Stato italiano per far evacuare le truppe jugoslave via Trieste. Infatti, a Belgrado si asseriva che non esistesse un altro modo per far rientrare le truppe in patria. Non appena ebbe sentore di ciò, il Presidente della Repubblica Italiana Francesco Cossiga si recò immediatamente a Trieste e dalla prefettura informò i triestini delle intenzioni jugoslave. Alcuni triestini, memori dei quaranta giorni di occupazione jugoslava nel 1945, occuparono per protesta la casa comunale. Fu chiesto al governo sloveno il motivo per il quale non lasciasse evacuare le truppe jugoslave; la risposta del ministro Janša fu immediata, asserendo che nessuno proibiva loro l'evacuazione dalla Slovenia, però, imbarcandosi a Capodistria, tutti i militari sarebbero dovuti uscire dalla Slovenia completamente disarmati. Soltanto agli ufficiali era concesso di portare con sé la pistola di ordinanza. Così infatti avvenne e la crisi triestina rientrò.
L'8 luglio vennero firmati gli Accordi di Brioni, siglati da Kučan, Tuđman, divenuto presidente croato, Marković, premier federale, dal serbo Borisav Jović, presidente di turno della presidenza collegiale jugoslava e dai ministri degli esteri della troika europea Hans van den Broek (Paesi Bassi), Jacques Poos (Lussemburgo) e João de Deus Pinheiro (Portogallo). Gli accordi prevedevano l'immediata cessazione di ogni ostilità dell'esercito jugoslavo in Slovenia ed il congelamento per tre mesi della dichiarazione di indipendenza. La piccola repubblica diventava così indipendente da Belgrado.

## Guerra in Croazia (1991-1995)

### Inizio
Le elezioni croate della primavera del 1990 avevano visto vincere i nazionalisti di Tuđman, supportati anche dalla diaspora, davanti ai comunisti riformati di Ivica Račan.
Nell'estate del 1990, nella regione montuosa della Krajina (ai confini con la Bosnia), a maggioranza serba, venne proclamata la formazione della Regione Autonoma Serba della Krajina. In un clima di tensione sempre più forte, i Serbi bloccarono per un certo periodo le strade percorse dai turisti che si recavano per le vacanze in Dalmazia. Il 2 settembre si tenne nella stessa regione un referendum per l'autonomia e per una possibile futura congiunzione con la Serbia.
Il 19 marzo 1991 si svolse in Croazia un referendum per la secessione del Paese dalla Jugoslavia. La consultazione venne boicottata nella Krajina. Qui la maggioranza serba mosse i primi passi nella direzione opposta, ovvero per la secessione dalla Croazia. Il 1º aprile 1991 venne autoproclamata in Krajina e Slavonia la Repubblica Serba di Krajina (serbo: Република Српска Крајина, РСК). Questo evento, interpretato dal governo croato come una ribellione, è spesso considerato come l'inizio della guerra d'indipendenza croata.
Il 9 aprile 1991 il presidente Franjo Tuđman, con l'aiuto della CIA, annunciò la costituzione di un esercito nazionale croato (Zbor Narodne Garde, Guardia Nazionale Croata). In maggio avvenne un episodio di sangue, quando a Borovo Selo, nelle immediate vicinanze di Vukovar, vennero uccisi in un'imboscata prima due e poi dodici poliziotti croati. Il Ministero degli Interni croato iniziò ad armare in quantità sempre maggiore le forze speciali di polizia, e questo portò alla costituzione di un vero e proprio esercito.
La dichiarazione di indipendenza (25 giugno 1991), conseguenza diretta dei risultati del referendum, provocò l'intervento militare jugoslavo, deciso a non permettere che territori abitati da Serbi fossero smembrati dalla Federazione e slegati dalla "madrepatria serba". La teoria nazionalista serba diventava così l'ideologia portante di tutta la Jugoslavia e delle sue guerre. L'attacco, iniziato nel luglio del 1991, coinvolse numerose città croate, tra cui Ragusa, Sebenico, Zara, Karlovac, Sisak, Slavonski Brod, Osijek, Vinkovci e Vukovar.

### Assedio di Vukovar
Il simbolo della guerra serbo-croata è divenuto l'assedio alla città di Vukovar, nella Slavonia orientale (25 agosto - 18 novembre 1991), un territorio in cui serbi e croati riuscivano a convivere, fino a poco tempo prima, serenamente. La città fu bombardata e quasi tutti gli edifici furono pesantemente danneggiati o rasi al suolo dall'Armata Popolare Jugoslava.

### Evoluzione della guerra
Il 7 ottobre 1991 una forte esplosione colpì la sede del governo a Zagabria, durante una riunione a cui partecipavano Tuđman, il presidente federale Stjepan Mesić e il primo ministro federale Marković.
Il governo croato accusò i vertici dell'Armata Popolare Jugoslava di essere responsabili dell'attacco, mentre l'esercito jugoslavo asserì che l'esplosione era opera delle stesse forze di Tuđman. Il giorno seguente il parlamento croato sciolse ogni residuo legame con le istituzioni federali. L'8 ottobre 1991 venne proclamato giorno dell'indipendenza croata.
Il 19 dicembre 1991, nel periodo in cui infuriava maggiormente la guerra, i Serbi della Krajina proclamarono ufficialmente la nascita della Repubblica Serba della Krajina ed è da questo punto che scaturì la Guerra di indipendenza croata. Il 4 gennaio 1992 entrò in vigore il quindicesimo cessate il fuoco, per un certo periodo rispettato da entrambe le parti. L'Armata Popolare Jugoslava si ritirò dalla Croazia entrando in Bosnia, dove la guerra non era ancora iniziata, mentre la Croazia (assieme alla Slovenia) venne riconosciuta ufficialmente dalla CEE (15 gennaio) ed entrò a far parte dell'ONU (22 maggio).
Nei mesi successivi il conflitto continuò su piccola scala e le forze croate tentarono di riconquistare le città passate sotto il controllo serbo, in particolare nell'area di Ragusa (il cui centro fu bombardato da truppe montenegrine e serbe il 6 dicembre 1991) e Zara.
Nel settembre 1993, nell'ambito dell'operazione della sacca di Medak (Medački džep) contro i Serbi di Krajina, i Croati, guidati dal generale Janko Bobetko, compirono una serie di crimini contro l'umanità e di violazioni del diritto internazionale di guerra, causando la morte anche di 11 militari delle forze di pacificazione dell'ONU.
Nel frattempo la Croazia venne coinvolta pienamente nella guerra in Bosnia ed Erzegovina (iniziata nell'aprile del 1992). Alcune fra le persone più vicine a Tuđman, tra cui Gojko Šušak e Ivić Pašalić, provenivano infatti dalla regione dell'Erzegovina e sostenevano finanziariamente e militarmente i Croati di Bosnia. Nel 1993, scoppiò la guerra in Bosnia ed Erzegovina fra Croati di Bosnia e Bosgnacchi (cittadini bosniaci di religione musulmana). I croati avevano infatti proclamato il 28 agosto 1993 la Repubblica Croata dell'Herceg Bosna con lo scopo di aggregare la regione di Mostar alla Croazia.
Franjo Tuđman partecipò ai colloqui di pace fra Croati di Bosnia ed Erzegovina e Bosgnacchi, conclusi con gli accordi di Washington (1º marzo 1994). Gli statunitensi imposero la creazione di una Federazione Croato-Musulmana, e di un'alleanza ufficiale tra Croazia e Bosnia ed Erzegovina (ratificata a Spalato, 22 luglio 1995). Tuttavia sembra che Tuđman più volte si sia incontrato con Milosević allo scopo di spartire, anche con le armi, la Bosnia ed Erzegovina tra Croazia e Serbia.

### OperazioniLampoeTempesta

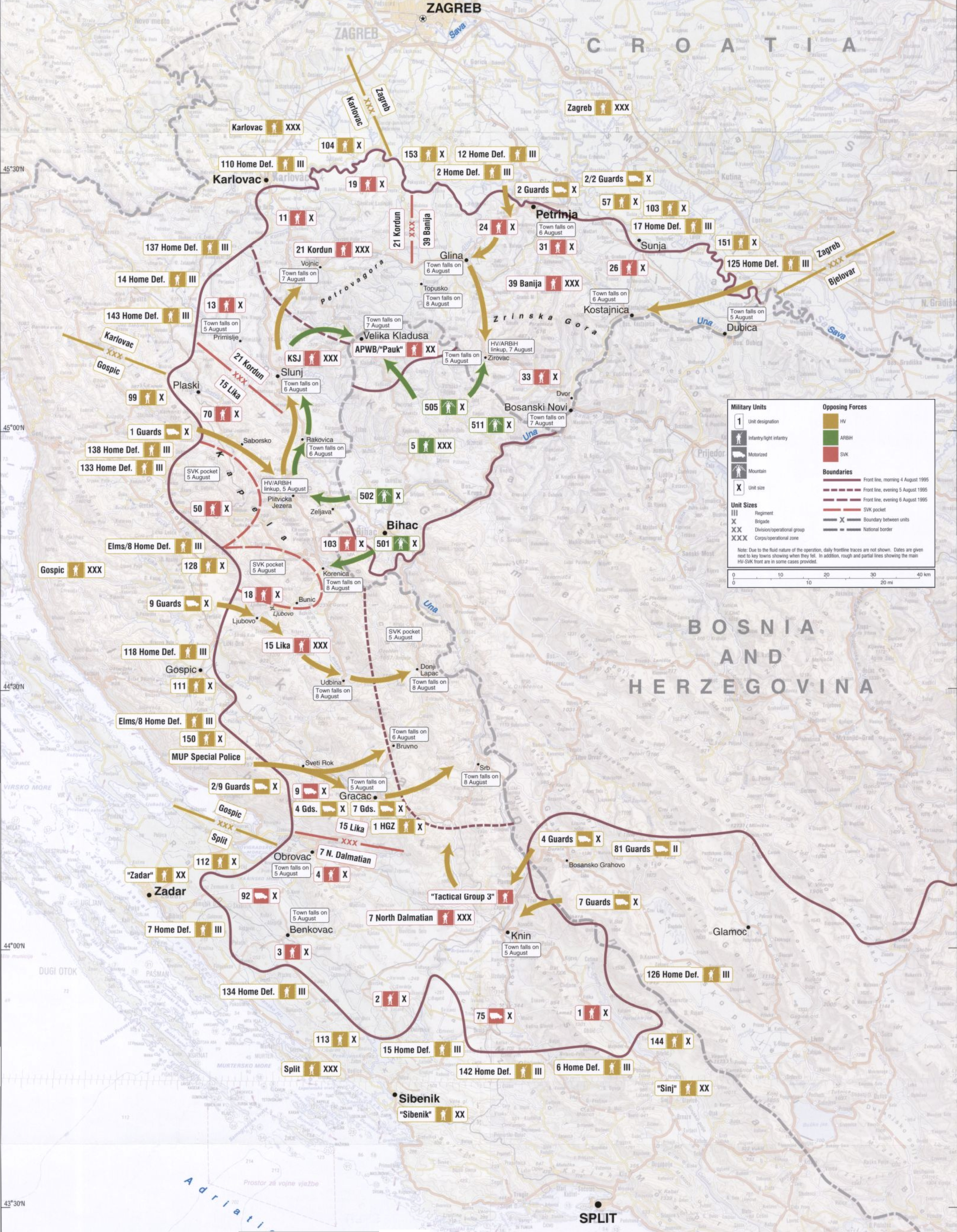
Mappa dell'Operazione Tempesta condotta dalle forze croate

Nel novembre del 1994, Croazia e Stati Uniti firmarono un accordo militare che portò alla costruzione di una centrale operativa nell'isola di Brazza, dove la compagnia militare privata Military Professional Resources, Inc, su contratto del Pentagono, addestrava l'esercito croato su tattiche e operazioni di guerra. Nei primi giorni di maggio del 1995 venne lanciata dalle forze croate con paramilitari nelle pianure della Slavonia l'operazione ''Lampo'' (''Operacija Bljesak''). Nell'agosto dello stesso anno iniziò anche l'operazione Tempesta (Operacija Oluja) nella regione della Krajina. Obiettivo di queste campagne militari era la riconquista del territorio controllato dai serbi.
Le operazioni militari in Krajina, che provocarono il massacro di 1400 civili da parte delle truppe croate e costrinsero alla fuga migliaia di civili, furono approvate dai governi statunitense di Bill Clinton e tedesco di Helmut Kohl, i quali rifornirono di armi e strumentazioni l'esercito croato. Secondo lo studioso Ivo Banac, i servizi segreti statunitensi (la CIA e la DIA) fornirono "supporto tattico e d'intelligence" all'inizio dell'offensiva. Più di 200000 Serbi furono obbligati alla fuga dall'esercito croato, che si rese protagonista di una delle operazioni di pulizia etnica più rilevanti di tutto il periodo 1991-1995. Il 16 novembre 2012 i due ex generali croati Ante Gotovina e Mladen Markac sono stati assolti per il loro coinvolgimento nella campagna militare.
Le operazioni militari terminarono con un netto successo croato, nonostante l'accanita resistenza nell'estate del 1995 di reparti dell'esercito regolare inviati da Belgrado (la cui presenza è stata accertata da osservatori) e le sanguinose azioni di guerriglia operate da milizie irregolari filo-croate ai danni della popolazione serba, responsabili di numerosi crimini in special modo nella città di Karlovac, teatro di durissimi combattimenti. Allo scopo di piegare queste bande, Zagabria impiegò, tra l'altro, uno speciale reparto antiterrorismo, chiamato "Granadierine".
La guerra si concluse pochi mesi dopo, con la ratifica degli accordi di Dayton, nel dicembre 1995. Gli accordi prevedevano che i territori a forte presenza serba nell'est del Paese (Slavonia, Baranja e Sirmia) fossero temporaneamente amministrati dalle Nazioni Unite (UNTAES). L'area fu formalmente reintegrata nella Croazia il 15 gennaio 1998. La Krajina, rioccupata militarmente dall'Esercito Croato, con la conquista della città di Knin (ex autoproclamata capitale dei secessionisti), negoziò una reintegrazione nella Repubblica Croata.

## Guerra in Bosnia ed Erzegovina (1992-1995)

### I prodromi
| Bosgnacchi          | 44% |
| Serbi               | 31% |
| Croati              | 17% |
| "Jugoslavi" o altro | 8%  |

Mentre la guerra infuriava in Croazia, la Bosnia ed Erzegovina, abitata da tre diverse etnie (Bosgnacchi, Serbi e Croati), era in una situazione di pace momentanea e instabile, in quanto le tensioni etniche erano pronte a esplodere.
Nel settembre del 1991 l'Armata Popolare Jugoslava distrusse un piccolo villaggio all'interno del territorio bosniaco, Ravno, abitato da Croati, nel corso delle operazioni militari d'assedio di Ragusa. Il 19 settembre l'Armata Popolare Jugoslava spostò alcune truppe nei pressi della città di Mostar, provocando le proteste delle autorità locali. I Croati dell'Erzegovina formarono la "Comunità Croata di Herceg Bosna" (Hrvatska Zajednica Herceg-Bosna), embrione della futura Repubblica dell'Herceg Bosna, allo scopo di proteggere i loro interessi nazionali. Tuttavia, almeno fino al marzo del 1992, non vi furono episodi di scontro frontale tra le diverse nazionalità, che si stavano però preparando al conflitto, ormai imminente.

### Referendum per l'indipendenza
Il 25 gennaio 1992 il Parlamento, nonostante la ferma opposizione dei serbi di Bosnia ed Erzegovina, decise di organizzare un referendum sull'indipendenza della Repubblica. Il 29 febbraio e il 1º marzo si tenne dunque nel territorio della Bosnia ed Erzegovina il referendum sulla secessione dalla Jugoslavia. Il 64% dei cittadini si espresse a favore. I Serbi boicottarono però le urne e bloccarono con barricate Sarajevo. Il Presidente della Repubblica, il musulmano Alija Izetbegović, chiese l'intervento dell'esercito, affinché garantisse un regolare svolgimento delle votazioni e la cessazione delle tensioni etniche. Il partito che maggiormente rappresentava i Serbi di Bosnia, il Partito Democratico Serbo di Radovan Karadžić, fece sapere però subito che i suoi uomini si sarebbero opposti in qualsiasi modo all'indipendenza.
Subito dopo il referendum l'Armata Popolare Jugoslava iniziò a schierare le sue truppe nel territorio della Repubblica, occupando tutti i maggiori punti strategici (aprile 1992). Tutti i gruppi etnici si organizzarono in formazioni militari ufficiali: i Croati costituirono il Consiglio di difesa croato (Hrvatsko Vijeće Obrane, HVO), i Bosgnacchi l'Armata della Repubblica di Bosnia ed Erzegovina (Armija Bosne i Hercegovine, Armija BiH), i Serbi l'Esercito della Repubblica Srpska (Vojska Republike Srpske, VRS). Erano inoltre presenti numerosi gruppi paramilitari: fra i Serbi le Aquile Bianche (Beli Orlovi), fra i Bosgnacchi la Lega Patriottica (Patriotska Liga) e i Berretti Verdi (Zelene Beretke), fra i Croati le Forze Croate di Difesa (Hrvatske Obrambene Snage).

### La guerra fra le tre nazionalità e l'intervento NATO
La guerra che ne derivò fu la più complessa, caotica e sanguinosa in Europa dalla fine della seconda guerra mondiale. Vennero firmati dalle diverse parti in causa diversi accordi di cessate il fuoco, inizialmente accettati, per essere stracciati solo poco tempo dopo. Le Nazioni Unite tentarono più volte di far cessare le ostilità, con la stesura di piani di pace che si rivelarono fallimentari (piani falliti di Carrington-Cutileiro, settembre 1991, Vance-Owen, gennaio 1993, Owen-Stoltenberg, agosto 1993). Inoltre le trattative venivano spesso condotte da mediatori spesso deboli e inadatti (come gli inglesi Peter Carington e David Owen), che finirono per far aggravare il conflitto più che pacificarlo.
Inizialmente i Bosgnacchi e i Croati combatterono contro i serbi, i quali erano dotati di armi più pesanti e controllavano gran parte del territorio rurale, con l'eccezione delle grandi città di Sarajevo e Mostar. Nel 1993, dopo il fallimento del piano Vance-Owen, che prevedeva la divisione del Paese in tre parti etnicamente pure, scoppiò un conflitto armato tra bosniaci musulmani e croati sulla spartizione virtuale del territorio nazionale. È stato dimostrato il coinvolgimento del governo croato di Tuđman in questo conflitto, che lo rese in questo modo internazionale (Zagabria sostenne militarmente i Croato-Bosniaci).
Mostar, già precedentemente danneggiata dai serbi, fu costretta alla resa dalle forze croato-bosniache. Il centro storico fu deliberatamente bombardato dai croati, che distrussero il vecchio ponte Stari Most il 9 novembre 1993.
A seguito del perdurare dell'assedio di Sarajevo e delle atrocità connesse, il 30 agosto 1995 la NATO scatenò l'Operazione Deliberate Force contro le forze della Repubblica Serba in Bosnia di Karadžić. La campagna militare aerea della NATO, data l'evidente superiorità, inflisse gravi danni alle truppe serbo-bosniache e si concluse il 20 settembre 1995. L'intervento alleato fu fondamentale per ricondurre i Serbi al tavolo delle trattative di pace e ai colloqui di Dayton.
Il bilancio della guerra fu molto duro: basti ricordare che il solo assedio a Sarajevo da parte delle truppe serbo-bosniache durò 43 mesi; inoltre ciascuno dei tre gruppi nazionali si rese protagonista di crimini di guerra e di operazioni di pulizia etnica, causando moltissime perdite tra i civili.

### Accordo di Dayton

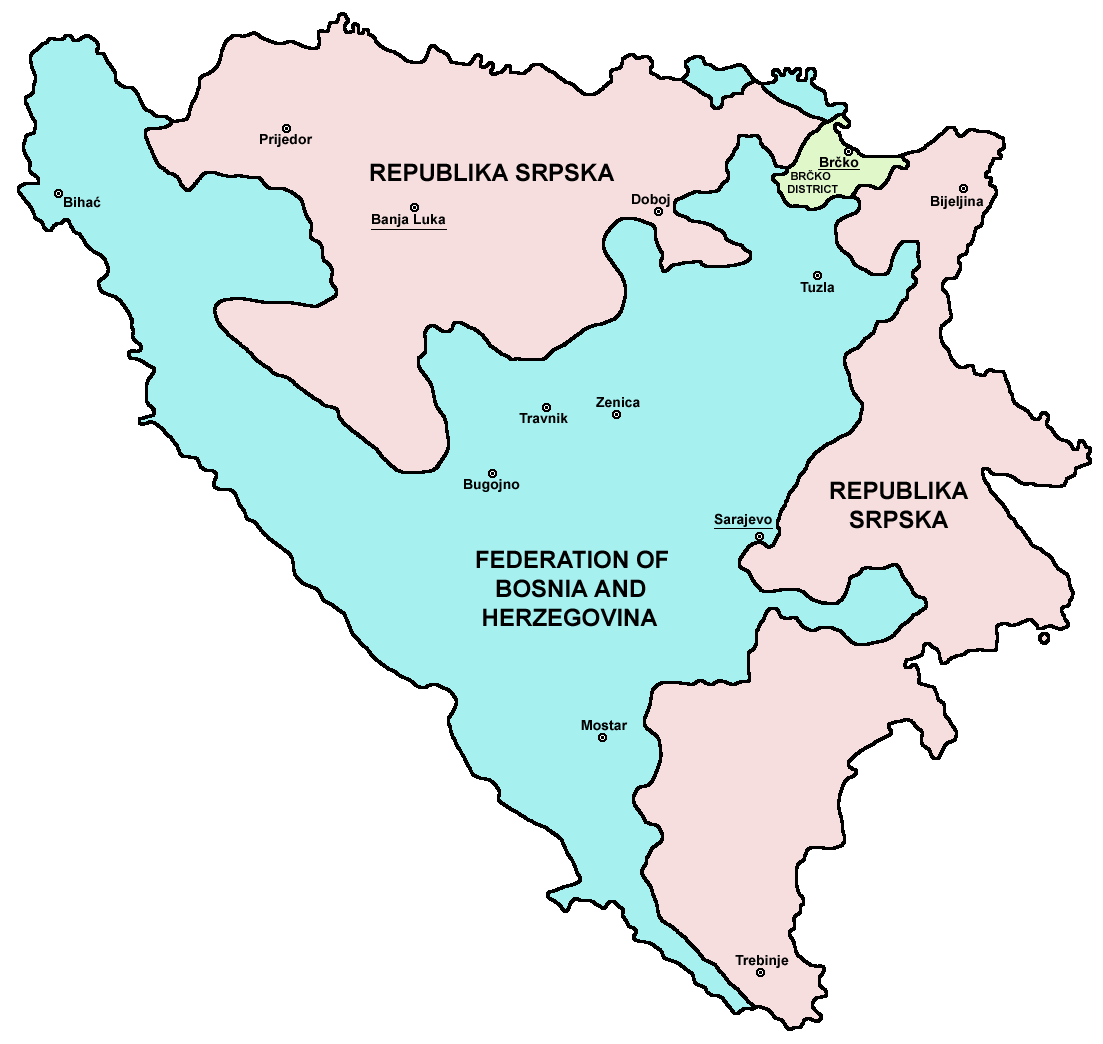
Suddivisione del territorio bosniaco nella Federazione croato-musulmana (azzurro), Repubblica Serba (rosa) e Distretto Autonomo di Brčko (verde)

La guerra si concluse con l'Accordo di Dayton, firmato in Ohio tra il 1º e il 26 novembre 1995. Parteciparono ai colloqui di pace tutti i maggiori rappresentanti politici della regione: Slobodan Milošević, presidente della Serbia e rappresentante degli interessi dei serbo-bosniaci (Karadžić era assente), il presidente della Croazia Franjo Tuđman e il presidente della Bosnia ed Erzegovina Alija Izetbegović, accompagnato dal ministro degli esteri bosniaco Muhamed "Mo" Sacirbey. La conferenza di pace fu guidata dal mediatore statunitense Richard Holbrooke, assieme all'inviato speciale dell'Unione europea Carl Bildt e al viceministro degli esteri della Federazione Russa Igor Ivanov.
L'accordo (formalizzato a Parigi, 14 dicembre 1995) sanciva l'intangibilità delle frontiere, uguali ai confini fra le repubbliche federate della RSFJ, e prevedeva la creazione di due entità interne allo Stato di Bosnia ed Erzegovina: la Federazione Croato-Musulmana (51% del territorio nazionale, 92 municipalità) e la Repubblica Serba (RS, 49% del territorio e 63 municipalità). Le due entità create sono dotate di poteri autonomi in vasti settori, ma sono inserite in una cornice statale unitaria. Alla Presidenza collegiale del Paese (che ricalca il modello della vecchia Jugoslavia del dopo Tito) siedono un serbo, un croato e un bosgnacco, che a turno, ogni otto mesi, si alternano nella carica di presidente (primus inter pares).
Particolarmente complessa la struttura legislativa. Ciascuna entità è dotata di un parlamento locale: la Repubblica Serba di un'assemblea legislativa unicamerale, mentre la Federazione Croato-Musulmana di un organo bicamerale. A livello statale vengono invece eletti ogni quattro anni gli esponenti della camera dei rappresentanti del parlamento, formata da 42 deputati, 28 eletti nella Federazione e 14 nella RS; infine della camera dei popoli fanno parte 5 serbi, 5 croati e 5 musulmani.